# Matt Helders
Matthew Jerome Helders, detto Matt (Sheffield, 7 maggio 1986), è un batterista e disc jockey britannico, membro e seconda voce del gruppo indie rock Arctic Monkeys.

## Biografia
Nato ad High Green, a Sheffield, nel 1986, ha un fratello di nome Gary. Era vicino di casa di Alex Turner e di Jamie Cook, e compagno di classe di Turner alla Stockbridge High School. Ha una grande passione per l'hip-hop, e afferma di essere diventato batterista degli Arctic Monkeys solo perché erano finiti gli strumenti a disposizione, infatti comprò il suo primo drum kit vendendo il kit da dj regalatogli pochi mesi prima dallo stesso Turner. Il batterista preferito di Matt è il leggendario John Bonham dei Led Zeppelin, ma nelle sue principali influenze rientrano anche Mitch Mitchell della Jimi Hendrix Experience, Bill Ward dei Black Sabbath, Dave Grohl di Nirvana e Queens Of The Stone Age, Carmine Appice dei Vanilla Fudge, Buddy Rich e Max Roach. È voce di fondo di moltissimi pezzi del gruppo come You Probably Couldn't See For the Lights But You Were Staring Straight at Me, I Bet You Look Good on the Dancefloor, Teddy Picker, Who the Fuck Are Arctic Monkeys?, Balaclava, D Is For Dangerous, Fluorescent Adolescent, Brick By Brick, ed insieme a Nick O'Malley contribuisce alle parti cantate in falsetto presenti nell'album AM del 2013.
È noto per il fatto di utilizzare del nastro adesivo colorato (solitamente rosso) per scrivere frasi o parole sulla sua grancassa, come "0114" (Prefisso telefonico di Sheffield), "The Funk Might Fracture Your Nose", "ASBO?" (Anti-social behaviour order, cioè avviso di pericolosità sociale), "Guilty Feet Have Got No Rytm", "Missing" o "Agile Beast".
Inoltre è appassionato di fotografia: posta frequentemente in rete le sue foto sotto lo pseudonimo "Cautious Horse". Ha infatti contribuito ad alcuni scatti del booklet dell'album dei Last Shadow Puppets Everything You've Come to Expect e di AM.

## Vita privata
Il suo matrimonio con Breana McDow si è tenuto a Roma nel giugno 2016, quando i due erano già genitori di Amelia Darling Helders, nata il 30/10/2015.

## Discografia

### Solista

#### Album
- Late Night Tales: Matt Helders (2008)

#### Singoli
- Dreamer (featuring Nesreen Shah) (2008)

#### Remix
- The Hives - We Rule The World  (2008)
- We Are Scientists - Chick Lit (2008)
- Roots Manuva - Again & Again (2008)
- Duran Duran - Skin Divers (2008)
- Yo Majesty - Club Action (2009)
- Wet Nuns - Don't Wanna See Your Face (2011)
- Paul Weller - That Dangerous Age (2012)

#### Collaborazioni
- Mongrel - Barcode (featuring Pariz 1, Tor Cesay, Mpho, Saul Williams and Matt Helders) (2008)
- Mongrel - The Menace (featuring Lowkey and Matt Helders) (2008)
- Toddla T - Boom Dj From The Steel City (2009)
- Toddla T - Better (2009)

### Arctic Monkeys
- Whatever People Say I Am, That's What I'm Not  (2005)
- Favourite Worst Nightmare (2007)
- At The Apollo (2008)
- Humbug (2009)
- Suck It and See (2011)
- AM (2013)
- Tranquility Base Hotel & Casino (2018)
- The Car (album) (2022)